# Улулици
Улулѝците (Strix) са род нощни грабливи птици от семейство Совови (Strigidae).

## Разпространение и местообитание
Срещат се в горите на Европа (включително България), Азия, Америка, Северна Африка.
В България се срещат следните два вида:
- Strix aluco – Горска улулица
- Strix uralensis – Уралска улулица

## Начин на живот и хранене
Хранят се основно с гризачи, птици, жаби, насекоми.

## Размножаване
- Яйца – 1 – 4 броя, рядко и повече.

## Допълнителни сведения
На територията на България и двата вида от рода са защитени от закона.

## Видове
Няма единен възглед за броя на видовете. Според различните класификации варира между 15 и 18 вида. Някои класификации отнасят частично или изцяло род Ciccaba (Храстови кукумявки) към род Strix.
- род Strix – Улулици[1]
  - (Ciccaba) Strix albitarsis – Ръждивопетниста храстова кукумявка[notes 1]
  - Strix aluco – Горска улулица
  - Strix butleri – Пустинна улулица
  - Strix chacoensis
  - Strix fulvescens
  - Strix hylophila – Бразилска улулица
  - Strix leptogrammica – Кафява улулица
  - Strix nebulosa – Брадата улулица
  - Strix occidentalis – Петниста улулица
  - Strix ocellata – Индийска улулица
  - Strix rufipes – Червенокрака улулица
  - Strix seloputo – Тайландска улулица
  - Strix uralensis – Уралска улулица
    - Strix davidi (Strix uralensis davidi) – Давидова улулица, приемана като подвид на уралската улулица в някои класификации.[2]

  - Strix varia – Северноамериканска улулица
  - Strix woodfordii – Африканска храстова кукумявка
- род Ciccaba – Храстови кукумявки – отнасяни и към род Strix.[3]
  - (Ciccaba) Strix huhula – Ивичеста храстова кукумявка
  - (Ciccaba) Strix nigrolineata – Черна храстова кукумявка
  - (Ciccaba) Strix virgata – Петниста храстова кукумявка